# مجزئ يسار يمين أمامي
مجزئ يسار يمين الأمامي هو نوع من تحليل المعرفة في علوم الحاسب الآلي باعتباره يرصدها من اليسار إلى اليمين وذات نظرة فوقية لبناء الجملة لغويا بشكل صحيح من قبل المجزئ.
ويستند المفهوم اللغوي عند المجزئ علي المفهوم المحدود للدولة التي يرتكن إليها كمصدر للتحديد الإعرابي اللغوي .
هيكل البيانات المستخدمة من قبل المجزئ يشبه الإنسان عند تخزينه لمستودع معلومات الكومبيوتر أو حفظة لمخزون يحتاج وقت إليه اللزوم وهو (المساعد الرقمي الشخصي).
المساعد الشخصي الرقمي يعتبر كأساس لشيء حتمي وقاطع عند الإنسان عند استخدامه مثل كومة من الذاكرة
المساعد الشخصي الرقمي هو ضرورة متناهية في القطع باستخدامه لما هو مكدس في الذاكرة ومما مر علية من تحليل للنصوص جعلته يستفيد منها وتصل ب إلي الحالة الراهنة .
بسبب ما للمساعد الشخصي الرقمي من تعار يف مكدسة في الذاكرة من قواعد النحو التي سيكون من المستحيل علي غيرة ترسيخها فعلى سبيل المثال، المساعد الشخصي الرقمي يمكنه تحديد ما إذا كان لديه أي تعبير لا مثيل له بين الأقواس في حين أن أي إنسان يتطلب عدد لا حصر له من النصوص تكون في مخيلته بسبب التداخل الغير محدود من الأقواس.المجزئ مسير بجدول من النصوص المحدودة التي يتحرك من خلالها بالجهاز القاطن فيه.
بالنسبة للجدول المختار من الصعب علي الإنسان تحليل المطلوب إلا بالرجوع إلي المصدر علي ذلك فقد تم عمل محلل تلقائي للجدول يستخدمن قواعد اللغة بشكل محدد في بناء الجملة للغة الكمبيوتر وغالباً ما يتم إنشاء الجدول على شكل شفرة من المصدر في لغة الكمبيوتر التي تستخدم الرموز مثل س + ت = جافا—مثلا
عندما يتم المجزئ ترجمته حسب الجدول سوف ندرك وجود ملفات نصية مكتوبة بالغة التي يحددها البرنامج النحوي لنموذج باكوس .
يتم إنشاء قواعد النحو للمحلل حتى تكون قادرة على تحديد أكبر فئة من اللغات حسب قواعد النحو لبرنامج سلر.
عامة فئة قواعد النحو للغة الكمبيوتر ليست كبيرة للغاية وغالباً ما تكون لغة الكمبيوتر مضبوطة نحوياً .
إذا كان مولد المجزئ لمعالجة قواعد النحو فقط فإنه يمكنه التفاعل مع بعض رمز المكتوبة بخط اليد عندما كان يصادف المجزئ ذلك خاصة الوضع في لغة الإدخال.

## التاريخ
دونالد كانوث اخترع طريقة التجزئة من اليسار إلى اليمين في عام 1965 علي ورقة فيها ترجمة لغات من اليسار إلى اليمين .معربين اللغات من اليسار إلى اليمين لديهم القدرة على توفير أعلى سرعة تحليل لكافة خوارزميات التجزئة. ومع ذلك، تعتبر طريقة الإعراب من اليسار إلى اليمين غير عملية بسبب حجمها الضخم.
دريمر فرانك اخترع طريقة تحليل في عام 1969 في ورقة لعملية الترجمة والتصحيح اللغوي من اليسار إلى اليمين للمترجمين .
المعربين عن طريق برنامج المجزئ اللغوي يقدمون نفس الأداء بجودة عالية من اليسار إلى اليمين ولكن أصغر بكثير في الحجم
لهذا السبب أصبح يعتمد علية بشكل كبير في معظم الأحيان بعد أن تم إنشاؤها بواسطة مترجم المجمعين مثل جنو بيسون وياك.

## مولد مخطوط لمعرب لغوي
مماثلة لمولد محلل سلر لمولد محلل ليلر فهو يبني اليسار إلى اليمين وجهاز أولي يحسب مجموعات أمامية لجميع القواعد الواردة في قواعد اللغة والتحقق من غموضها ومولد محلل سلر يحسب مجموعات متقدمة من خلال الدراسات النحوية وتسمى هذه متابعة المجموعات.
ومع ذلك، مولد محلل ليلر يحسب مجموعاته المتقدمة من خلال دراسة آلية للتعامل من اليسار إلى اليمين وتسمى هذه مجموعات ليلر المتقدمة ، والتي هي أكثر دقة وأقل احتمالا في وجود أخطاء وكشف الغموض عن ورود أنباء عن مولد محلل لغوي .
المعرب ليلر كما هو سيلر فهو يزيد من صقل التقنية لبناء الجملة من اليسار إلى اليمين بناء علي تحليل جدولي بينما يستخدم سلر المجموعات المتقدمة للبناء مما يقلل الإجراءات ويستخدم ليلر المجموعات المتقدمة والمجموعات الرمزية والتي هي أكثر تحديدا لأنها تأخذ أكثر بعين الاعتبار سياق التجزئة في حين أن المجموعات المتقدمة فقط تميل إلي عنصر المعالجة من اليسار إلي اليمين دون تحديد دور المجزئ ونظرته للسياق بالكامل .
على وجه التحديد، متابعة الضبط لبند معين جعلني ذلك في حالة المعرب اللغوي نظرا لما يحتوي على جميع الرموز التي تسمح بها قواعد اللغة لتظهر عقب مغادرة عملية غير مباشرة على جانب من الصحة .
وفي المقابل ، فإن هناك مجموعة متقدمة في النص تحتوي فقط على تلك الرموز التي تسمح بها قواعد اللغة لتظهر بعد أن تم تحليلها من اليمين علي جانب النص .المتابعة الأولية بفاعلية للمجموعة المتقدمة المتحدة من كافة العناصر سواء من اليسار أو من اليمين أو الجانبين معاً فلابد من تفقد جميع معلومات السياق و لأن المجموعة المتقدمة غير محددة لتحليل سياق معين يمكن أن تكون أكثر انتقائية، مما يسمح بالتالي بوجود فروق دقيقة في متابعة الضبط. للأسف الحوسبة عند ليلر ومجموعاته المتقدمة هي أكثر تعقيدا بكثير من سلر كتب فرانك بنللو ودر يمر توم ورقة حول هذا الموضوع و نشرت في أخبار سيجبلان في عام 1979 وعام 1982 في توبلاس ودعا بكفاءة حساب ليلر ونظرة قبل مجموعاته.

## المزايا
1. يمكن أن يكون المجزئ اللغوي ليلر تم إنشاؤه تلقائيا من قواعد اللغة الخاصة بليلر.
2. يمكن استخدام قواعد اللغة الخاصة بليلر لتحديد العديد من لغات الكمبيوتر.
3. المجزئ اللغوي لقواعد ليلر صغيرة.
4. المجزئ اللغوي ليلر سريع عندما يستخدم خوارزمية تحليل شكل المجزئ اللغوي المستديرة المصفوفة.
5. المجزئ اللغوي ليلر بشكل طولي في السرعة أي سرعة تستند على حجم ملف إدخال النص فقط وليس على أساس حجم اللغة التي يتم الاعتراف بها.
6. قواعد اللغة الخاصة بليلر تزود بمجموعة مستندات قيمة للغة التي يتم التعرف عليها.
7. قد يكون اكتشاف الأخطاء بالفعل في بناءالمجزئ اللغوي.
8. يمكن أن تكون رسائل الأخطاء الشائعة جزء في بناء المجزئ اللغوي.
9. يمكن أن تكون شجرة السياق المجرد جزء في بناء المجزئ اللغوي.
10. يمكن أن تكون تركيبات لغة حساسية سياق الكلام جزء في بناء المجزئ اللغوي.

## العيوب
1. هناك حاجة لاستخدام برامج المهندسين لمولد المجزئ اللغوي ليلر والتي قد تكون أو لا تكون سهلة الاستعمال ويمكن أن تتطلب بعض الوقت للتعلم.
2. قد تنفذ رسائل ذات معنى خاطئ من المجزئ اللغوي و يكون من الصعب جدا أو من المستحيل تحليلها.
3. فهم الخوارزمية للتحليل غالبا ما تكون صعبا للغاية.
4. إذا حدث خطأ، قد يكون من الصعب تحديد ما إذا كان في قواعد اللغة أو رمز المجزئ اللغوي.
5. إذا كان هناك خطأ في مولد المجزئ اللغوي، فقد يكون من الصعب جدا إصلاحه.

## وصلات خارجية
- Parsing Simulator This simulator is used to generate parsing tables LALR and resolve the exercises of the book.
- JS/CC JavaScript based implementation of a LALR(1) parser generator, which can be run in a web-browser or from the command-line.